# Dimerandra
  Dimerandra  es un género con cuatro  especies de orquídeas en su mayoría de hábitos epífitas. Se encuentran en la América tropical desde Florida, hasta el Norte de Argentina. Este género se formó con especies procedentes de Epidendrum.

## Descripción
Es un género de plantas que presentan tallos largos y gruesos que asemejan cañas. Se caracteriza por una gran flor de color rosa, con un punto blanco en el labelo, con 4 polinias duros,  aplastados, y laterales. 

## Distribución
Se encuentran distribuidas desde Florida pasando por Centroamérica y Suramérica, hasta el Norte de Argentina.

## Hábitat
Las especies de este género son de hábitos de epífitas  de bosques secos desde el nivel del mar hasta los 970 metros de altitud. Como ocurre en el Valle geográfico del río Cauca en el SW de Colombia.

## Cultivo
En invernadero se recomienda temperaturas de intermedia a cálida y riego abundante durante el periodo de crecimiento.

## Evolución, filogenia y taxonomía
El género fue propuesto por Schlechter y publicado por primera vez en  Repertorium Specierum Novarum Regni Vegetabilis, Beihefte 17: 43-44, en el año 1922. Dimerandra rimbachii (Schltr.) Schltr. fue designado como especie tipo de este género, ahora se considera sinónimo de Dimerandra emarginata (G.Meyer) Hoehne, originalmente fue descrito como Oncidium emarginatum G. Meyer.
Etimología
El nombre del género Dimerandra, procede del griego "di-" = "dos" y "andra" = "estambres" se refiere a las alas erectas en ambos lados de la columna.

## Especies deDimerandra
- Dimerandra buenaventurae
- Dimerandra carnosiflora
- Dimerandra emarginata
- Dimerandra tarapotana